# إميليو بيسي

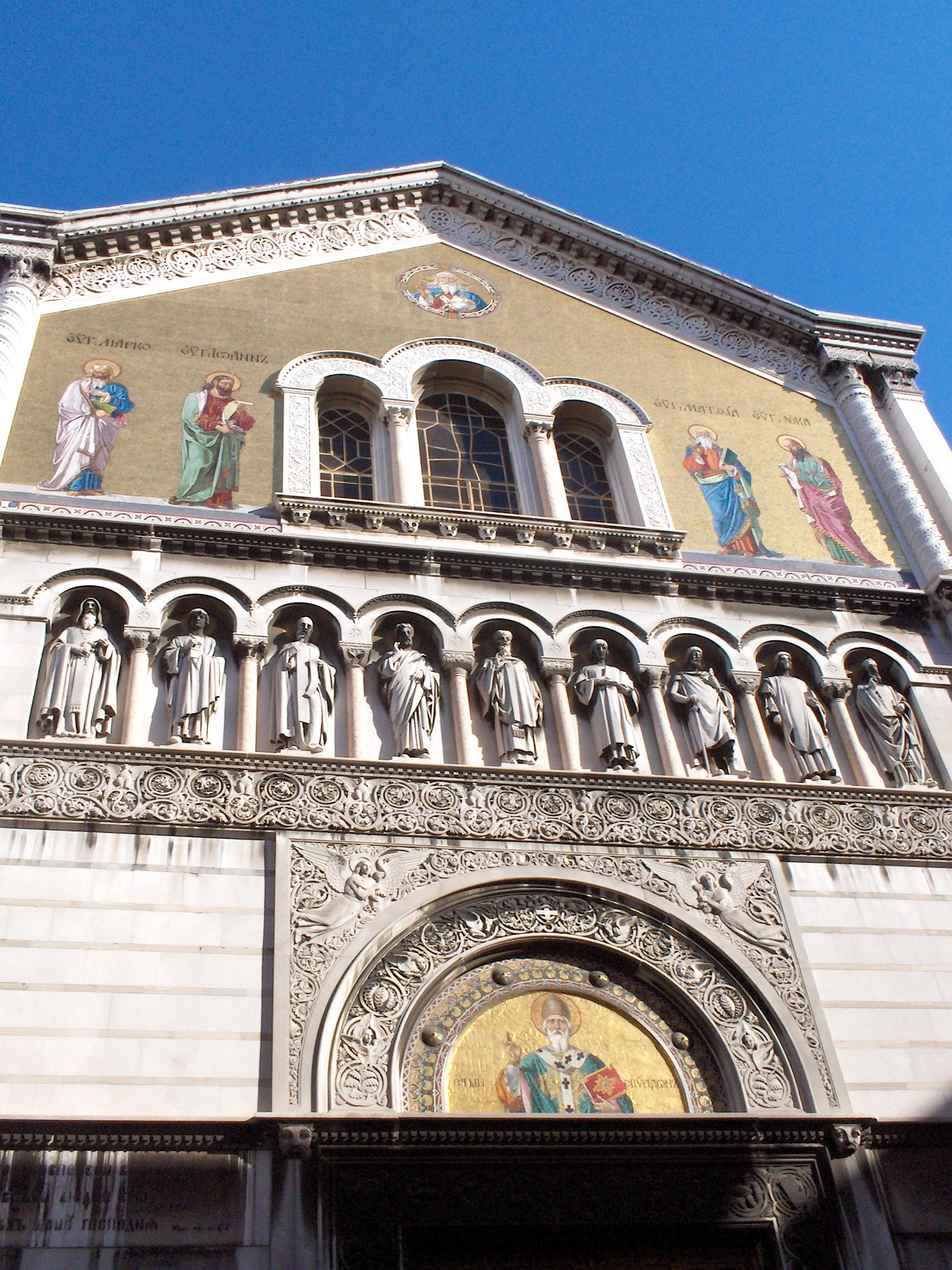
تماثيل من أعمال إميليو بيسي.

إميليو بيسي نحات إيطالي ولد في ميلان 7 نوفمبر 1850 وتوفي في ميلان في 19 فبراير 1920 عن عمر يناهز 69 سنة.